# Turki
Turki so etnična skupina, ki živi predvsem na območju današnje Turčije in Turkestana v srednji Aziji.
Naziv "Turek" ima dva različna pomena in sicer eden označuje državljane Republike Turčije oz. večinski narod, ki jo poseljuje, drug pa je širši pomen, podobno kot za Slovane, za narode turškega izvora oz. sorodne etnične pripadnosti in sicer za naslednje posebne narode in ljudstva: Turke v opisanem ožjem pomenu, poleg njih pa se nanaša še na Turkmence, Azere, Kazahe, Uzbeke, Kirgize, Tatare, Baškirijce, Čuvaše, Jakute, Dolgane, Ujgure, Tuvate, Krimske Tatare, Gagauze, Karačajce, Balkarce, Nogajce, Kumike, Kaškajce in Horasance v Iranu, Altajce, Hakase itd.
Danes je več kot 70 milijonov turških Turkov. 
Pomembnejše izseljenske skupine teh so v Evropi in sicer v Nemčiji, Avstriji, Franciji, Združenem kraljestvu, Belgiji, na Nizozemskem, Danskem in na Švedskem. 
Drugod pa v ZDA in Avstraliji.
"Pravi" Turki kot narod imajo uradni status manjšine v Grčiji, Bolgariji, Severni Makedoniji in na Kosovu, večinsko prebivalstvo pa poleg Turčije predstavljajo le še v mednarodno nepriznani Turški republiki Seveni Ciper.
Število turških narodov pa je okoli 400 milijonov in so razširjeni od Balkanskega polotoka, preko Male in Srednje Azije ter Kavkaza, Perzije/Irana in Afganistana, pa vse do puščave Gobi, vzhodne Sibirije in Kitajske.